# Мезьер-ла-Гранд-Паруас
Мезье́р-ла-Гранд-Паруа́с (фр. Maizières-la-Grande-Paroisse) — коммуна во Франции, находится в регионе Шампань — Арденны. Департамент — Об. Входит в состав кантона Ромийи-сюр-Сен-1. Округ коммуны — Ножан-сюр-Сен.
Код INSEE коммуны — 10220.
Коммуна расположена приблизительно в 115 км к востоку от Парижа, в 65 км юго-западнее Шалон-ан-Шампани, в 32 км к северо-западу от Труа.

## Население
Население коммуны на 2008 год составляло 1402 человека.
| 1962 | 1968 | 1975 | 1982 | 1990 | 1999 | 2008 |
| ---- | ---- | ---- | ---- | ---- | ---- | ---- |
| 1375 | 1446 | 1367 | 1481 | 1521 | 1491 | 1402 |

## Администрация
| Период | Период | Фамилия       | Партия                                    | Примечания |
| ------ | ------ | ------------- | ----------------------------------------- | ---------- |
| 1945   | 1963   | Морис Рено    |                                           |            |
| 1963   | 1971   | Альбер Бенуа  |                                           |            |
| 1971   | 1995   | Мишель Бурсье |                                           |            |
| 1995   | 2008   | Жан Ботелла   | Разные правые → Союз за народное движение |            |
| 2008   |        | Мишель Лами   | Национальный фронт                        |            |

## Экономика

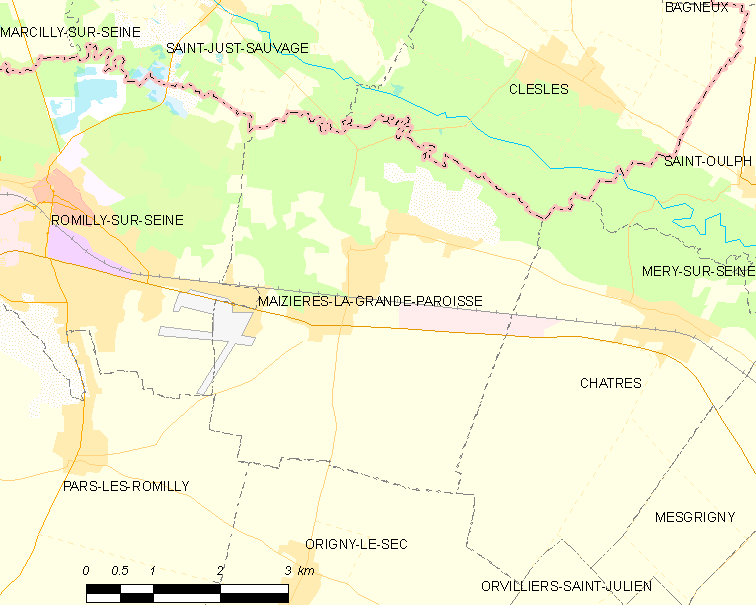
Карта коммуны

В 2007 году среди 884 человек в трудоспособном возрасте (15—64 лет) 608 были экономически активными, 276 — неактивными (показатель активности — 68,8 %, в 1999 году было 74,6 %). Из 608 активных работали 554 человека (289 мужчин и 265 женщин), безработных было 54 (27 мужчин и 27 женщин). Среди 276 неактивных 81 человек были учениками или студентами, 133 — пенсионерами, 62 были неактивными по другим причинам.

## Достопримечательности
- Церковь Сен-Дени[фр.], построенная в романском стиле